# Skratta och le
Skratta och le är ett studioalbum från 1974 av det svenska dansbandet Wizex, och bandets debutalbum. 

## Låtlista

### Sida 1
| Nr | Titel                                                           | Låtskrivare                                   | Längd |
| -- | --------------------------------------------------------------- | --------------------------------------------- | ----- |
| 1. | "Jag är född till att skratta och le (Born with a Smile on My)" | Roger Face Holman, Simon May , Lars Hagelin   | 2.45  |
| 2. | "Jag vänder om"                                                 | Lars Hagelin, Tommy Stjernfeldt               | 3.16  |
| 3. | "I min dröm (One Fine Day)"                                     | Gerry Goffin, Carole King, Kikki Danielsson   | 2.18  |
| 4. | "Bara så att jag ska stanna kvar (You Keep Me Hanging on)"      | Ira Allen, Buddy Mize, Tue Stiby              | 3.08  |
| 5. | "Vill du följa med mej"                                         | Lasse Lindbom                                 | 2.18  |
| 6. | "Aldrig min vän (Never My Love)"                                | Dick Addrisi, Don Addrisi, Bobson (pseudonym) | 2.30  |

### Sida 2
| Nr  | Titel                                 | Låtskrivare                            | Längd |
| --- | ------------------------------------- | -------------------------------------- | ----- |
| 7.  | "Kila med mej till Kinna"             | Lars Hagelin, Tommy Stjernfeldt        | 2.54  |
| 8.  | "Så glad som dina ögon"               | Agnetha Fältskog, Kenneth Gärdestad    | 2.59  |
| 9.  | "Vill du följa med på en sväng"       | Jimmy Van Heusen, Lars Hagelin         | 1.57  |
| 10. | "Du är hela min värld (Il mio mondo)" | Umberto Bindi, Kikki Danielsson        | 2.41  |
| 11. | "Lika blå som dina ögon"              | Peter Lundblad, Lasse Tennander        | 2.36  |
| 12. | "Big Hello"                           | Barry Mason, Keith Potger, L. Schulman | 2.30  |

### Fotnoter
1. ↑  ”Svensk mediedatabas”. http://smdb.kb.se/catalog/id/001885045. Läst 21 april 2011.